# Philodina citrina
Philodina citrina är en hjuldjursart som beskrevs av Ehrenberg 1832. Philodina citrina ingår i släktet Philodina och familjen Philodinidae. Arten är reproducerande i Sverige. Inga underarter finns listade i Catalogue of Life.